# Војна болница Ниш
Војна болница Ниш је савремена и стручно оспособљена војноздравствена установа Војске Србије и наставна база Медицинског факултета у Нишу. Намењена је за пружање пуног обима примарне и секундарне (специјалистичке) здравствене заштите и делимично терцијалне (субспецијалистичке), војним и цивилним осигураницима у седам стационарних одељења са 300 постеља. Болница је основана, у 19. веку, 11. јануара 1878, непосредно након ослобођења Ниша од Турака и до 1881. била је једина болница у Нишу. У прво време, због великог броја рањеника и болесника, болница је била на две локације од којих је једна била у непосредној близини Ћеле-куле, на путу за Пирот, где се Војна болница и данас налази.
Војна болница Ниш спада у најстарије и најугледније медицинске и војне установе у Србији. Од времена њеног оснивања до данашњих дана прошла је дуг и трновит пут кроз девет ратова, које је водио српски народ а са њом је започело и развијало се здравство и здравствене установе не само нишког краја, већ читавог региона.

## Називи болнице
Велика нишка војна болница (1878—1880), Стална нишка војна болница (1880—1894), Резервна војна болница у Нишу (1885), Моравска стална војна болница (1895—1926), Армијска стална војна болница (1926—1941), Војна болница (1941—1944), Болнички центар број 1 (1944—1946), Армијска болница у Нишу (1947—1956), Подручна војна болница у Нишу (1956—1968), Војна болница Ниш (од 1968).

## Услови пре оснивања
Борбе за ослобођење Ниша од Турака, Кнежевина Србија је отпочела 29. децембра 1877. Кнез Милан Обреновић је ушао у Ниш 11. јануара 1878. Чланом 3 Санстефанског споразума Ниш је припојен Кнежевини Србији. У периоду од ослобођења до Мајског преврата Ниш је често називан Друга престоница Србије.
Почетком 1878. у Нишу је живело 12.801 становника у граду није било дипломираних лекара. Одмах по ослобођењу Ниш је у хигијенском погледу представљао стравичну слику. Код оболелих су доминирале туберкулоза, трбушни тифус, дизентерија, маларија и полне болести. Здравствено васпитање није постојало.
Куће су углавном биле неусловне за становање, улице узане, прљаве као и дворишта у која се изливала отпадна вода. У двориштима се слободно чувала стока а водоснабдевање и уклањање отпадака било је нерешено, те су због велике близине загађивача и бунара биле честе епидемије цревних заразних болести.
Ниш је постао погранични гарнизон, а након повлачења Турака и њихових лекара, остао је без ваљане здравствене заштите, у тренутку када је градом владала велика смртност њених грађана, што је захтевало хитно оснивање болнице.
Ослобађањем Ниша од Турака и уласком у град српска војска грађанима Ниша није донела само слободу већ и здравствену заштиту. Са њом у Ниш пристижу и први школовани лекари.

## Значај оснивања
Формирање и почетак рада Војне болнице за град Ниш, ширу околину, и цео југ Србије значио је истовремено први зачетак организоване здравствене заштите становништва на овим просторима. Здравствена култура становништва била је на ниском нивоу. Сујеверни народ користио је услуге надрилекара, травара, видара и турских хећима.
Оснивањем Војне болнице започео је и развој здравства у Нишу. Три године након оснивања Војне болнице основана је 1881. и прва цивилна, Окружна болница у Нишу, захваљујући еминентним лекарима Војне болнице који су значајно допринели у оснивању и раду Окружне болнице, а касније и Клиничког центра у Нишу. Све време од оснивања до данас болница је непрекидно здравствено збрињавала и грађанска лица Ниша и шире околине.
Након две године од оснивања Војне болнице, 1880. године, у Србији је било:
- 105 лекара и 15 лекарских помоћника, (од којих око 38% или 38 лекара и 2 лекарска помоћника радило у Београду),
- 25 бабица (од којих је 75% или 19 радило у Београду)
- 32 апотекара.

У нишком округу 1880. године је радило:
- 9 лекара,
- 2 апотекара.

Сви они су били истовремено и припадници Војне болнице Ниш.
Захваљујући Војној болница, град Ниш је 1897. добио првог сталног хирурга (мајора др Михаила Петровића (1863—1934) који не само да је био начелник хируршког одељења и један од управника Војне болнице Ниш (1896—1912) већ и једини хирург у граду који је хонорарно радио, као и већи број припадника Војне болнице у првој нишкој Окружној болници).

## Оснивање и почетак рада
Наредбом Врховне команде српске војске, само недељу дана након ослобођења Ниша, на предлог начелника Санитета српске војске др Владана Ђорђевића, основана је 11. јануара (по старом календару) 1878, Велика ншка војна болница , за 1.000 болесника и рањеника, (од тада постојећих турских болница у Нишу, у којима су припадници новоформиране болнице затекли и преузели на даље лечење 384 турских рањеника и болесника).
Први болесници и рањеници који су примљени на лечење у новоформирану болницу били су војници из Српско-турских ратова али и становништво Ниша и околине. Зато је болница била изузетно активна све док није довршено лечење последњег рањеника и болесника из тек завршеног Српско-турског рата.
Када је у Ниш приспео др В. Ђорђевић ...„поверена му је управа над болницом код Ћеле-куле... са стотинак кревета, у коју је одмах по доласку првог управника упућено сто болесника из 6 болнице Шумадијског кора“...
У моменту оснивања у болници је поред пуковника др Владана Ђорђевића (управника болнице кога је Врховна команда српске војске поставила својом наредбом), радило и; седам лекара, два лекарска помоћника, један апотекар, командир болнице и два писара. Убрзо је Врховној команди било јасно да постојећи капацитети болница у Србији нису довољни, па ова команда наређује, реорганизацију у којој Велика војна болница у Нишу постаје стална гарнизона здравствена установа. Прво са четири, а нешто касније и са пет одељења у свом саставу болница није била део јединственог болничког комплекса, јер је била смештена на разним крајевима градаЧ
- Прво одељење, чији је управник био др Лазар Стефановић, налазило се у објекту код „Ћеле-куле“, имао је издвојену администрацију и кухињу. Око овог одељења је временом изграђен читав болнички комплекс данашње Војне болнице Ниш. Поред др Стефановића у одељењу је радио и лекарски помоћник Розенберг и добровољац Црвеног крста К. Влашковић.
- Друго одељење, чији је управник био др Димитрије Поповић
- Треће одељење, чији је управник био Казимир Станишковски.
- Четврто одељење, чији је управник био др Јанко Сенкијевић [б]
- Пето одељење, основано је нешто касније и на његово чело је дошао др Ђорђе Димитријевић. Сваком лекару додељено је по сто пацијената, а у сваком одељењу ангажовано је по 10 болничара.

Поред наведених лица у болници су радили и: др Мурел, заробљени турски лекар и учитељи из Ниша Тодор Анастасијевић и Димитрије Ђорђевић који су постављени за болничке писаре.
Ношен обавезама начелника Санитета српске војске, а касније и политичара, пуковник др Владан Ђорђевић, напушта Ниш а за управника Сталне нишке војне болнице постављен је др Лазара Стевановића. Следе бројне реорганизације и промене капацитета, па се на дужности управника променио већи број санитетских официра; др Јарослав Кужељ (1878), др Васа Брентовић (1879), др Јован Порубовић (1880), др Михајло-Мика Марковић (1980—1886), др Владислав Јасјевски (1886—1893), др Милош Борисављевић (1893—1900), др Војислав Стојановић (1901—1910), др Михајло Митровић (1913), др Михаило Петровић (1913—1914).

## Војна болница с краја 19. и у 20. веку
Законом о устројству војске Краљевине Србије од 15. јануара 1883. прописан је статус лекара у санитетској служби српске војске, а Законом о формацији војске, Стална војна болница у Нишу постала је једна од пет сталних војних болница, које су територијално припадале војним областима.
Према овом закону, Стална војна болница у Нишу била је устројена тако да је у њој радило између 26 и 40 официра, подофицира и војника. Поред управника (санитетски мајора), радила су и двојица лекара са чином капетана или поручника, двојица лекарских помоћника у чину санитетских потпоручника, један апотекар - санитетски капетан и његов помоћник - санитетски потпоручник. У саставу болнице по том устројству налазио се и санитетски вод са наредником, поднаредником, двојицом до шесторицом каплара и 15 до 25 болничара, редова.

### Војна болница од 1886. до 1914.
По завршетку Српско-бугарског рата, у који је, као и српска војска, војни санитет ушао потпуно неспреман, и констатације тадашњег начелника Санитета српске војске пуковника Михајла-Мике Марковића (након инспекције болнице), ...„да су у њој јако лоши грађевински и смештајни услови“..., за Војну болницу до краја 1890. су настали бољи дани.
- Године 1886. у болницу је након седамнаестогодишњег искуства у Србији, дошао Пољак, санитетски мајор Владислав Јасњевски који је постављен за управника Велике сталне војне болнице и референта Моравске дивизијске области, у Нишу, 1887. године. Др Јасњевски је био унапређен у чин мајора, што је био високи чин у време када није било генерала. Дужност управника нишке Сталне војне болнице обављао је од 1886. до 1894. године. У болничком тиму имао је: санитетске капетане прве класе, др Јована Ђокића и др Романа Далмајера; санитетског поручника Андрију Јанековића на дужности лекарског помоћника, др Павла Ошко, контрактуалног лекарског помоћника друге класе. Апотекарску службу су чинили: контрактуални апотекарски помоћник прве класе, Христифор Димитријевић, апотекарски помоћник, санитетски потпоручник Миливоје Вујичић и контрактуални апотекарски помоћник друге класе, Димитрије Томић. Комесар болнице је био пешадијски поручник Мирко Жујовић.[11]
- Године 1889, у кругу Војне болнице код „Ћеле-куле“ почело је обнављање и градња три нова објекта са око 150 постеља, (мада су стварне потребе биле 300) уређује се болнички парк, гради локални водовод, канализација и остала пратећа инфраструктура. Мала болница-Ислахана (која је радила у старом турском објекту на локацији данашње Гимназије Стеван Сремац у Нишу). Због лошег стања у Ислахани она се претвара у простор за смештај администрације, апотеке, кухиње и болничке чете, а потом до краја 1890. она се измешта у круг болнице код Ћеле-куле.[2]
- Доношењем Правила за војне болнице 1894. сталне војне болнице у Србији добијају јасно утврђене територијалне области. Како је Велика нишка војна болница имала централно место у Моравској војној области она је добила назив Моравска стална војна болница у Нишу.[12]
- У периоду од 1894—1896. године дужност управника болнице обављао је др Љубомир Селаковић, заправо др Леополд Шнекендорф, пољски Јеврејин, који је након што је положио заклетву на „српско сажитељство“ 1888. године и тако постао пуноправни грађанин Краљевине Србије, променио име у Љубомир Селаковић.[13] У време свог службовања у Моравској сталној војној болници у Нишу унапређен је у чин потпуковника.[14]
- Године 1896, у болницу је упућен нови хирург др Михаило Петровић, чији ће рад:...у Нишу који захвата четврт века остати запамћен како у стручним радовима тако и у душама целог оног краја... с којим је Петровић остао присно везан до краја живота“...
 У Нишу др Петровић је августа 1897...„створио два хируршка одељења, и на њима радио хирургију у најширем њеном обиму“... прво хируршко одељење у Моравској сталној војној болници, а неколико недеља касније и у Окружној болници у Нишу.

А како је изгледало хируршко одељење у Моравској сталној војној болници најбоље описује сам др Петровић;
...„Како у болници не беше ни колико толико подесног локала где би се оно могло сместити просторија у којој смо требали да оперишемо била је смештена у једној од болесничких соба Трећег павиљона, у којима су лежали сви могући болесници, но која је била моментално испражњена и окречена. Све до половине 1898. године радили смо у тој соби. Но, како се те године довршио један нов приземни павиљон са две велике собе и по две мале, то га је хируршко одељење заузело и у једној од тих малих соба - од 9 m² - наместило операциону салу, а од ходника оградом одвојило предворје операционе сале, за прање руку и пресвлачење хирурга и његових помоћника, према асептичном протоколу“..
- И поред отпора,[10]...„највиших представника државе, чак и краљева Милана и Александра, на који је наишла идеја пуковника Михајла-Мике Марковића да се изгради хируршки павиљон“..., Војна болница, а и град Ниш 1906. добили су први хируршки павиљон изузетно опремљен за оне прилике, а у његов рад уведене су бројне нове методе и за то доба савремени организациони принципи хируршког лечења. Те године у болници је основан и Рендгенолошки кабинет, као једна од новина за Србију.[2][16]
- У Српској војсци 1908. почиње са радом стоматолошке служба, када су отворене две зубне станице у саставу Опште војне болнице у Београду и при Моравској сталној војној болници у Нишу. Обе станице основао је др Милош Ђ. Поповић који убрзо потом даје оставку на војну службу, а његове обавезе преузима;
 ... офталмолог доктор Копши, специјализован и за рад у зубном лекарству....[17] а потом у Балканским ратовима шачица ондашњих лекара опште медицине специјализованих и у зубном лекарству, који се мобилишу као трупни лекари...[г]
 До увођења ове службе у болницама Србије стоматолошка протетика се није радила, а санација зуба сводила се само на вађење зуба.[3]
 Из Земуна, као аустроугарски држављанин октобра 1912. у Србију „у помоћ браћи“, стиже др Атанасије Пуљо који је завршио Медицински факултет у Грацу, и „специјализовао зубно лекарство“-стоматологију у Паризу, Бечу, Берлину и Цириху. Септембра 1914. др Атанасију Пуљи, Министарство војске је поверило посебно „Одељење за изломљене и повређене вилице“ у Моравској сталној војној болници у Нишу у којој ће он поред лечења зуба, развити и сопствену методу збрињавања свежих и застарелих повреда вилице.[18]
 После преласка Моравске сталне војне болнице преко Албаније и Црне Горе, др Атанасију Пуљи није омогућен наставак дотадашњег успешног специјалистичког рада, он напушта војску и одлази у Француску.[19][20]
- Моравска стална војна болница је оснивањем Хируршког одељења и „Одељења за лечење изломљених и повређених вилица“, применом нових савремених метода и принципа лечења ратних рана у њима, као и правовременим измештањем пољских болница што ближе фронту, дала значајан допринос у збрињавању рањеника током Првог светског рата;
...„Србија – у поређењу са Савезницима и са Централним силама – испредњачила је макар за корак, и у погледу ратно-хируршке доктрине, залажући се за начело што је могуће краћег транспорта рањених? А то је значило да хируршке пољске болнице треба да су што ближе фронту.“..[21]

### Превентивномедицинска установа
На иницијативу пуковника др Михајла-Мике Марковића једног од управника Војне болнице Ниш (1880—1886) и начелника Санитета српске војске (1886—1903) 7. јуна 1900. у Нишу се као посебна установа под патронатом и за потребе Војне болнице формира прва превентивномедицинска установа Краљевски војни Пастеров завод у Нишу, који је имао задатак да организује превентивномедицинску заштиту припадника војске и становништва, започне производњу цепива (вакцине) и врши прве вакцинације против великих богиња и других заразних болести. Први управник завода био је др Драгутин Петковић (1873—1947), све до краја свог радног века, односно смрти од пегавог тифуса, 1915.
У првим годинама рада Завод је давао озбиљне резултате:
| „ | Отворен као званична војна установа, радио је за потребе војног санитета, али је у исто време корисник његових услуга, у све већој мери постајало и цивилно становништво Србије. Та традиција коришћења војних санитетских установа у цивилне сврхе одржала се до данас и са поносом можемо рећи да је темеље те сарадње градио први Краљевски војни Пастеров завод у Нишу. | ” |

У Пастеровом заводу у Нишу прво је прорадило вакцинално одељење. Др Михајло Марковић је 7. јула 1900. извршио пелцовање првог телета ради добијања анималне лимфне, за цепљење против великих богиња. Већ у новембру је било спремно 15.000 вакцина за пелцовање јесење генерације регрута. Само у 1900. у заводу је, домаћом лимфом против богиња било вакцинисано 11.540 регрута.
Пастеров завод од свог оснивања годишње је, у свом антирабичном одељењу, лечио између 50-300 болесника заражених беснилом. Први антирабично лечени болесник био је војник, те се може рећи да су прве вакцине произведене у Пастеровом заводу биле коришћене за потребе војног санитета.
Током 1904. проширена је делатности Пастеровог завода. Првог априла 1904. инсталирано је бактериолошко одељење, чиме су биле извршене све припреме за за отварање серотерапијског и хемијског одељења. Те године Завод проширује и рад на разне микроскопске прегледе, испитивање воде за пиће, као и друге медицинско-хемијске анализе. Дана 20. априла у Заводу је отворено дезинфекционо одељење, које је отпочело и први курс за дезинфекторе (види слику десно).
Све до почетка Првог светског рата Пастеров завод је у сталном успону. Током повлачења српске војске из Србије 1915. заједно са Моравском војном болницом Ниш повлачи се и Пастеров завод и Државна лабораторија из Београда, а продором Бугарске војске у Ниш заплењена је зграда и целокупна опрема Пастеровог завода.
Пастеров завод је радио у саставу Моравске сталне војне болнице Ниш, све до њеног повлачења у току Првог светског рата преко Албаније, а по његовом завршетку на истој локацији у опустошеним просторима Пастеров завод поново обнавља своју активност али сада као посебна превентивномедицинска установа града Ниша.
Моравска стална војна болница Ниш се у наредном периоду, и даље се једним делом у превентивномедицинској заштити ослањала на Пастеров завод у Нишу а другим на сопствену бактериолошку лабораторију коју је у њеном саставу формирао њен начелник пуковник др Михајло Радојичић специјалиста микробиологије, који је у Моравској сталној војној болници био уједно и начелник одељења за заразне болести.

### Наставна база
Поред лечења Војна болница постаје и стручна наставна база за школовање и образовање здравствених кадрова у Србији, којих је у то време било јако мало. У почетку су то (1878—1883) били курсеви за болничаре и припаднике Црвеног крста који су организовани два пута годишње, а полазници су полагали испите пред испитном комисијом коју је својом наредбом одређивао командант места.
Године 1883,у Војној болници Ниш, почела је и обука за лекаре из резервног састава српске војске за већи број војних округа.
У 1930. у болници се оснива и стална Подофицирска школа за оспособљавање кадрова неопходних за рад војне болнице, на чијем се челу налази др Андреа Деак.
Након Другог светског рата поред обављања задатака из домена лечења Војна болница је постала и наставна база како војног санитета тако и Средње медицинске школе у Нишу и Медицинског факултета у Нишу. У болници се данас изводи практична и теоретска настава за медицинске сестре, студенте медицине, лекара на стажу и лекаре на последипломским студијама облика специјализације.

## Војна болница кроз ратове

### Српско-бугарски рат(1885—1886)
Стратешки рат вођен ради равнотеже на Балкану, који је био неразумљив савременицима, непопуларан у народу, изведен с пола снаге, имао је негативне последице по Српску војску. Њена спора офанзива извођена без замаха и потребног јединства у командовању, после пет дана ратовања претворила се у пораз код Сливнице и дефанзиву и повлачење Српске војске у дубину сопствене територије, пре свега према Пироту и Нишу. Српска војска вођена слабим војним заповедницима и никаквим војником, малодушним и никад сабраним краљем Миланом, који је изгубио веру у војску и победу једва је чекала престанак рата и потписивање примирја.
Стална војна болница Ниш, која је у то време у извесној мери имала привремени карактер, рат дочекује у тешком стању. Нико у српском санитету није претпостављао да ће бити рата и за седам година мира (од завршетка српско-турског рата 1878) све до мобилизације није предузимао никакве припремне радње.
На дужност начелника Санитета српске војске поново долази, реактивирани резервни пуковник др Владан Ђорђевић, који убрзо схвата значај и улогу Сталне војне болнице Ниш (у односу на правац борбених дејстава) и новембра месеца 1885. болницу је кадровски и материјално ојачао оснивањем још једне болнице под називом „Велика војна резервна болница“ . Обе болница у кратком времену нашле су се на стратешком правцу ратних дејстава са задатком да преузму велику обавезу збрињавања повређених и оболелих у Српско-бугарском рату.
Велику војну резервну болницу у Нишу (као испомоћ Сталној војној болници Ниш у Српско-бугарском рату) са 753 постеље, 1885. основао је и у њој био, управник и једини лекар резервни санитетски мајор, свестрано надарен, књижевно образован, човек изнад свог времена др Лаза Лазаревић.
Др Лаза Лазаревић је у Ниш допутовао између 9. и 21. новембра 1885, и по доласку имао је озбиљне потешкоће да у граду збрине и смести рањенике, али је он тај задатак успешно обавио, уз свесрдну помоћ Димитрија Милићевића и Лазара Димитријевића, који су већ радили у болници (обојица су у току рата једно време радила у болници у Пироту) и лекара послатих на испомоћ Стевана Атанасијевића, Димитрија Герасимовића, Антонија Заичека (који је командовао Моравском пољском болницом) Јарослава Кужеља и Хирша До краја рата болницу су ојачале и две хуманитарне мисије из Аустроугарске и Немачке.
У Српско-бугарском рату, обе болнице у Нишу (према извештају др Л. Лазаревића из новембра месеца 1885) су збринуле преко 2.000 рањеника и болесника а болница је била једна од три највеће болнице у ондашњој Србији. У том периоду уз болницу је формирано и санитетско складиште, а под директну команду управника болнице стављене су и две пољске болнице које су функционисале у ове две ратне године.
У марту 1886. након потписивања мира, а стање у болници више није било драматично. Велика резервна болница је расформирана, а Стална војна болница наставља са даљим радом у мирнодопским условима.

### Балкански ратови(1912—1913)
Балканским ратовима се означавају два рата вођена у раздобљу од 1912. до 1913. године. Балкански ратови су били увод у сукоб ширих размера, Први светски рат. Исход рата је учинио Србију, савезницу Русије, важном регионалном силом, узбунивши Аустроугарску и на тај начин индиректно дао важан повод за Први светски рат.
Први балкански рат (8. октобар 1912 — 30. мај 1913) је вођен између балканских савезника (Бугарска, Србија, Црна Гора и Грчка) и Турске. Други балкански рат је вођен 1913. између Бугарске са једне и Србије, Грчке и Турске са друге стране.
У два балканска рата, која је Моравска стална војна болници у Нишу захваљујући доброј опремљености, са новообученим кадром и новим објектима спремно је дочекала и поднела главни терет у збрињавању рањеника и болесника. У Првом балканском рату (у коме је погинуло или рањено релативно мало војника) терет је био знатно лакши, али је зато у Другом балканском рату (који је краће трајао али је био знатно крвавији), „терет“ био знатно већи и захтевнији.

#### Први балкански рат
Овај рат који су од 8. октобра 1912. до 30. маја 1913. водиле балканске земље: Србија, Црна Гора, Грчка и Бугарска (чланице Балканског савеза) против Османског царства, завршио се пропашћу вишевековног османлијског господарења на Балкану. Српска војска је у овом рату извојевала велику победу у многим биткама са јако малим бројем жртава.
Како је Моравска стална војна болница била најближа фронту на јужним и југозападним границама Краљевине Србије, она је у том рату имала улогу централне позадинске болнице за хируршко збрињавање.
...Готово сви српски лекари су мобилисани и послати у јединице, чак и управник Пастеровог завода при Моравској сталној војној болници, због чега је овај завод привремено престао са радом...
У болницу као испомоћ дошла је већа група лекара из Словеније, али и неких других суседних земаља.
Ево како је стање у Моравској сталној војној болници у Нишу описао дописник париског „Журнал“-а (фр. Journal) Анри Барби средином октобра 1912.
„Болница у Нишу, луксузно и савремено опремљена на два километра ван града, налази се поред „Ћеле-куле“ светилишта где су сачуване лобање три стотине Срба побијених за време великог устанка... Лагано, дуги конвој стиже железницом. Болничари износе рањенике из железничких вагона и преносе их на носилима у операциону салу. Тужна поворка ... свих око пет стотина рањеника из овог крвавог воза су из Прве армије“.
У Балканским ратовима велику улогу у евакуацији рањених и оболелих имали су санитетски возови (што се види из горе наведеног цитата А. Барбиа);
...„Ниш је био најважнија полазна станица санитетског воза, који је према формацији био предвиђен као транспортна окосница санитета српске војске. Двојица лекара, један подофицир, петорица каплара и двадесеторица војника чинили су особље санитетског воза... Српска војска је једина међу балканским земљама имала овакве возове... У време балканских ратова ови возови превезли су 110.000 војника и прешли између 30-40.000 km“...

#### Други балкански рат
Овај рат је вођен 1913. између Бугарске са једне и Србије и Грчке са друге стране. Рат са дојучерашњим савезницима, започео је општим ноћним нападом Бугара на српску војску, без претходне објаве рата. Велика већина бугарске армије је била концентрисана према српској војсци на реци Брегалници. Само на српско-бугарском фронту сучелило се 834.000 војника. Рат је одлучен када је српска војска на Брегалници поразила Бугарску, а пошто ју је напала и Румунија, Бугарска је била приморана да капитулира августа 1913.
Моравска стална војна болница и у овом рату обавља улогу централне болнице српске војске. Њено хируршко и радиолошко одељење (пошто је српска војска имала само два непокретна рендгена), поднело је највећи терет збрињавања повређених. Други балкански рат је био много агресивнији, у односу на претходни. Већина рана била је нанета артиљеријским пројектилима, али и борбом „прса у прса“;
„... Војни стручњаци подвлаче необичну силину удара у том рату; јуриши и противјуриши понављали су се сваки час, ускакало се у непријатељске ровове, хватало се за гушу и го нож ... “
Колико је овај рат био крвавији од претходних показује податак да је из строја српске војске избачено чак 16.200 војника. Захваљујући методи хируршке обраде рана одмах након повреда (чиме је напуштена метода одложене обраде рана - „остави за касније“), и први пут примењеног Алекс-Карловог шава крвних судова смртност рањеника у Моравској сталној војној болници значајно је смањена.
Напрезања војног санитета Србије и Моравске сталне војне болнице у Нишу („ка којој су даноноћно хитали санитетски возови са фронта“) у овом рату најбоље илуструје Анри Барби (новинар париског Журнала) у лето 1913;
...„Пред долазак у Ниш где је штаб друге армије, генерала Степановића, морадосмо се зауставити да пропустимо нове санитетске возове који су се кретали у позадину. Има више од два сата како чекамо а возови нас с рањеницима непрестано мимоилазе. Набројао сам их на десетине. А има их још који чекају. Сиђемо с воза, да би само мало опружили ноге. Пред нама читав низ вагона од стотину метара дужине, напуњених рањеницима“...
У Србији је за време Другог балканског рата избила велика епидемија колере. Прва заражавања почела су 1912. у Првом балканском рату код турских заробљеника и бугарских војника. Врло брзо болест се проширила и на српску војску. Епидемија достиже своју кулминацију на Брегалничком бојишту, када је од колере оболело око 5.000 српских војника. Колера се раширила све до Ниша и Београда, а у епидемији је умрло 3.295 болесника широм Србије. Након завршетка ратних дејстава са повратком војника у Ниш, колера је избила и у нишкој коњичкој касарни Моравске дивизије. Све ове болеснике још више месеци након Другог балканског рата лечила је Моравска стална болница у Нишу.

### Први светски рат(1914—1918)
Дана 28. јула 1914. почео је Први светски рат. Краљевина Србија ратовала је против Аустроугарске и других Централних сила од 28. јула 1914. када јој је аустроугарска влада објавила рат па све до капитулације Аустроугарске 3. новембра 1918. године. Прве године рата Србија је потукла аустроугарску Балканску војску. Наредне године њена војска суочила се са Тројном инвазијом. Не желећи да се преда српска војска се повукла преко Албаније. Евакуисана је на Крф где се одморила, наоружала и реорганизовала. Одатле је пребачена на Солунски фронт где је већ 1916. године забележила успехе. Захваљујући српским војним победама и дипломатији створена је Краљевина Срба, Хрвата и Словенаца.

#### Ниш од (28. јула 1914) до (21. октобра 1915)
Ниш убрзо по отпочињању рата постаје ратна престоница и значајан центар свих збивања у Србији. И поред тога што је постојала опасност од напада бугарске војске и устанка албанског становништва на Косову, ка Колубари је упућена Моравска дивизија из Ниша, а са њом и део Моравске сталне војне болнице са др Драгутином Петковићем (начелником одељења за унутрашње болести). Ова два дела болнице састала су се поново тек после преласка Албаније.
Први светски рат значајно се разликовао од претходних које је водила Србија
...„не само по неупоредиво већем броју погинулих и рањених,  него и много тежим ранама код повређених“...
Војишта су била на теренима северозападне Србије а Београд је услед непрекидног артиљеријског бомбардовања, постао „неупотребљив“ за збрињавање рањеника и болесника, као и његове многобројне добро опремљене болнице којих је током Балканских ратова у Београду било 36 (2 војне и 34 резервне).
Услед зверског поступања непријатељске војске према становништву на запоседнутим територијама Србије покренута је „река“ избеглица према југу земље и њеним градовима Нишу, Лесковцу, Врању, Скопљу.
Француз Артур Гасо овако је описао застрашујући призор тих дана у Лапову:
...Маса прозеблог, већ изгладнелог народа опасује простор око железничке станице. Кад ли ће, да ли ће путнички воз који иде ка Нишу стићи нико не зна, осим да ће путовање до Ниша потрајати, у најбољем случају, 16 сати. Запат вашију по вагонима и железничким станицама био је неизбежан. Што ће захватити и санитетске возове; и они ће, попут превијалишта, завојишта, пољских, резервних болница постати расадници епидемије пегавца и рекуренса...
| „Ниш је био најважнија полазна станица санитетског воза, који је према формацији био предвиђен као транспортна окосница санитета српске војске. Двојица лекара, један подофицир, петорица каплара и двадесеторица војника чинили су особље санитетског воза. На почетку ратних операција за ратне потребе прилагођена су још 2 цивилна воза. Овим возовима српска војска омогућила је транспорт рањеника и материјала на простору до Ниша и од Ниша до Солуна и Једрена. Српска војска је једина међу балканским државама имала овакве возове. Према проценама савременика, ови возови транспортовали су 110.000 српских и савезничких војника, прешавши између 30.000 и 40.000 km сваки“. |

Тако се у Ниш, и градску и војну болницу, 1914. и 1915, што санитетским возом што дугим транспортним средствима, сливала не само „река“ многобројних избеглица, рањеника и болесника већ и „најезда“ милиона вашију и бактерија, узрочника епидемија болести.
Масовна појава заразних болести на почетку рата довела је до тога да ће Србија упркос сјајним победама на бојном пољу постати – земља смрти, а њена „ратна престоница Ниш“ и Моравска стална војна болница у њој највећа епидемиолошка заразна болница у Србији. Ниш је у том периоду стравично изгледао, како каже један од очевидаца;
...„у граду је „царовала смрт“, блатњавим и излоканим улицама пролазила су запрежна кола натоварена болесницима, а још чешће грубо израђеним сандуцима“...
Сви напори наших и страних лекара и медицинског особља, нису могли да спрече масовно умирање у Нишу:
...„И мртви се не сарањују већ неколико дана, јер је настала пометња међу онима што праве мртвачке сандуке, што односе на гробље, што копају раке и сарањују“...
Констатује у својим забелешкама супруга бившег руског амбасадор госпођа Хартвиг која је као испомоћ довела једну медицинску екипу Црвеног крста из Русије: која је у Нишу формирала хируршку са 350 и епидемиолошку болницу са 120 кревета.
| „На прелазу из 1914. у 1915. годину стање у Моравској сталној војној болници било је у потпуности хаотично. Од 14. јула 1914. до 1. априла 1915. променила су се петорица управника болнице. Двојица су била заражена пегавцем, а један је умро. Зараза је покосила особље болнице: од 35 болесних лекара, њих 13 је заражено пегавим тифусом, а тројица су умрла. Тројица лекарских помоћника су оболела, један је умро. Од 11 медицинара, њих десеторица су оболела. Од 18 апотекара и апотекарских помоћника, смрт је однела једног. Болничари су десетковани. У једном тренутку половина их је била болесна (382 од 625), а 41 је умрло. Пастеров завод у Нишу је у то време успевао да произведе 2.000 доза анималне лимфе дневно, што за вакцинисање војника и цивила није било довољно, тако да је било неопходно увозити вакцине из иностранства.“ |

Масовна умирања не само болесника већ и медицинског особља, захтевала су испомоћ у кадру, те на апеле управника у испомоћ је болници додељено неколико међународних санитетских екипа и 168 ратних заробљеника. 
„... У недовршену зграду нишке гимназије као испомоћ смешта се Московска хируршка војна болница. Њен управник је био је познати хирург др С. И. Сироткин, а лекари др В. В. Семјаникова, Србин др Арсеније Џуверовић и др Н. В. Марцинковичева, која ће, као епидемиолог, преузети нешто касније Заразну болницу смештену у баракама за колеричаре из претходног рата код железничке станице.“
У Нишу је шест месеци владала незапамћена епидемија, са високим процентом смртности, а у Моравској војној болници се у 1914. и 1915. поред рањеника лечило преко 3.000 људи од пегавог тифуса, а дневно је умирало и до 36 болесника. Према сачуваној евиденцији, у Моравској сталној војној болници, епидемија тифуса у Нишу добија широке размере од новембра 1914 (у новембру су умрла 253 лица, децембру 297, јануару 380, фебруару 495, марту 393, у априлу 231), да би се надаље број умрлих лагано смањивао.
Стравичне дане који су у рано пролеће 1915. владали у Војној болници и Нишу, описао је велики светски репортер Хон Рид, али и један од многих истакнутих људи тога доба који је умро од пегавог тифуса, у Војној болниици, песник Прока Јовкић – Нестор Жучни.
У данима Првог светског рата, Србију је захватила епидемија пегавог тифуса, а посебно Ниш и крајеве око Ниша. Са фронта на Дрини, Сави и Дунаву све више је пристизало рањеника у Ниш. Само у једном месецу болница је збринула 6.000 рањеника.
У оваквом стању Војну болницу је 1. марта 1915. примио др Владимир Станојевић као њен нови управник, са поприличним бројним стањем и проблемима;
...„лекара и лекарских помоћника (37), болничара (256) и милосрдних сестара (175), а рањеника напретек.... Болница је имала у свом кругу 26 које зиданих зграда које барака. Од ових је било 18 у којима су били смештени болесници ... Рачуна се, неко време да је свију болесника могло бити, средином фебруара, кад је епидемија најјаче владала, око 3000...“
О тешком кадровском стању у болници, приликом посете Нишу, почетком марта 1915, пуковник Хантер је забележио; о 956 оболелих брину свега двојица лекара! У војној болници је на 200 кревета лежало чак 700 пацијената.

#### Повлачење преко Црне Горе и Албаније
Снажан продор непријатеља са севера и истока Србије условио је 21. октобра 1915. повлачење Моравске сталне војне болнице;...„једине српске санитетске формације која је остала формација и током Катастрофе, повлачећи се од Ниша па до Скадра, па кроз глибове дивљег албанског приморја, до Вида, Острва Смрти, на коме је одмах дејствовала“...
Америчкој мисији др Владимир Станојевић је предао 1.300 рањеника заједно са др Божидаром Замфтом, да сачека непријатеља, а у повлачење је кренуло целокупно особље болнице са јединицом од 500 регрута моравске болничке чете, „... са више хране за људе и стоку него ли болничких ствари...“
Упоредо са војском повлачио се и велики збег становништва, почиње голгота кроз снегом завејане планине Црне Горе и Албаније. Хиљаде и хиљаде мртвих пратило је траг огромне колоне, неки су сахрањивани, а многи и без гроба остајали поред пута. Повлачење је било тешко и напорно и трајало је три месеца све до 21. јануара 1916.
| Први ваздушни транспорт неколико болесника, у једном рату, обавили су српски и француски ваздухопловци, у току повлачења српске војске ка Албанији, са Косова Поља у новембру 1915. за потребе Војне болнице Ниш. Прво на релацији Београд-Ниш, а затим на релацији Призрен — Скопље на захтев управника др Владимир Станојевића. Први авионом превезени болесник до Скадра био је Милан Ростислав Штефанек словачки авијатичар, пребегао из аустроугарске војске, који је после рата постао министар војске Чехословачке. Евакуацију ваздушним путем извршила је „француска аеропланска чета“ под командом капетана Витрала. Сваки други транспорт ових болесника био би смртоносан. Први српски пилот који је у свом авиону 1915. евакуисао рањеника био је Миодраг Томић. |

Десет дана касније, 1. новембра 1915. болница је преко Куршумлије стигла до Приштине. Закаснивши да се споји са Моравском дивизијом, њен управник је самоиницијативно одлучио да болница самостално настави према Липљану и Призрену. У Призрену је болница боравила десет дана заједно са хиљадама војника и избеглица, Владом и Врховном командом српске војске. Продор Бугарске војске онемогућио је повлачење према Битољу и Грчкој. У Призрену је извршена реорганизација болнице. Санитетска чета Моравске дивизије додељена је као део пратње Врховне команде, а остатку болнице наређено је да у Ђаковици заједно са црногорским властима организује збрињавање рањеника и болесника и њихову евакуацију на територију Црне Горе. У Ђаковици, где је болница боравила седам дана, др Владимир Станојевић је основао болницу са 150 кревета, амбуланту и кухињу. И поред наређења да збрињава само официре команда болнице је самоиницијативно лечила све категорије болесника.
Дана 17. новембра 1915. болница је наставила свој ратни пут преко Пећи и Андријевице и 21. новембра стигла у Подгорицу, без санитетског материјала који је остављен успут због великог закрчења путева избеглицама и честих напада побуњених Албанаца.
Из Подгорице болница наставља пут за Скадар где стиже 6. децембра 1915. У Скадру је др Владимир Станојевић добио наређење да организује привремену болницу у две зграде са 500 кревета, и обавезу да врши опслуживање и лечење сопствених али и рањеника и болесника смештених у црногорској болници. Наредних месец дана у овој болници лечено је преко 5.000 рањеника и болесника, а дневна смртност се кретала између 30 и 35 лица.
Поново је болница кренула на пут 7. јануара 1916. и након мукотрпног и тешког марша, на коме је умрло преко 40.000 регрута 15. јануара стигла у Драч. Савезничка флота састављена од 45 бродова италијанске, 25 француске и 11 британске морнарице, до 20. фебруара 1916. из Драча на Крф је превезла 136.000 српских војника и цивила, међу којима су били и преживели припадници Моравске сталне војне болнице.
После великих напрезања и бројних жртава остатак болнице коначно је стигао на своје крајње одредиште, острво Видо са основним задатком да заустави помор српских војника.

#### Острво Видо, Солунски фронт и повратак у Ниш
У моменту доласка на острво Видо Моравска стална војна болница била је једина сачувана санитетска установа српске војске. А на острву језив призор; привремена болница била је смештена под четири велика импровизована шатора, која су подупирала весла,
...„а у њима гомиле наслаганих лешева помрлих војника... језив смрад лешева, остатака хране, фекалија, повраћања и урина помешан са влажном мемљивом земљом и знојем тешких болесника... гноја и одавно непревијених усмрделих рана... Овај пакао и ова гробница (нап. острво Видо) били су још и рој, још и кошница живог гада. Вашију је било толико да су оне као капље падале на људе одозго, са шаторског платна“...
До доласка болнице смртност се кретала и до 150 људи дневно, а по њеном доласку захваљујући натчовечанским напорима њеног особља, до краја фебруара 1916. она се смањује на 15-18 дневно.
На предлог савезника, а након стабилизације стања на острву Видо, у пролеће 1916. болница је расформирана, болесници су предати француској болници, а санитетски кадар је упућен у друге болнице и трупне јединице.
Из састава Моравске сталне војне болнице, издваја се део људства за оснивање болнице у Ипсосу, која је у свом саставу имала и бактериолошку лабораторију. Касније болница делује у оквиру Централне српске болнице у Седесу од 9. маја 1916, а део људства са др Миланом Петровићем маја месеца прелази у Воден (данас Едеса), у коме су основана два одељења за опоравак рањеника. У Воденом су др Милош Поповић и др Милан Петровић покренули рад једине зубне станице у српској војсци;
...„која је ушла у историју стоматологије будући да је за скоро две године рада збринула 17.900 пацијената, а њени лекари су обавили 30.366 стоматолошких интервенција“...
У 1917, српска војска је ушла са великим губицима које је имала током 1916, када је из њеног строја било избачено 1.209 официра, 32.880 подофицира и војника. Међу њима било је 4.440 погинулих (13% свих избачених из строја). Наведени губици пресудно су утицали на наредна планирања употребе српске војске. У марту 1917. српска војска је, због великих губитака и немогућности прилива кадра, извршила нову реорганизацију (од три армије образоване су две), па и санитет у оквиру ње је реорганизован у лето 1916. по француском моделу.
...„Раније дивизијске пољске болнице су биле укинуте те су уместо њих, образована алпинска дивизијска завојишта, по три на дивизију... Распоред је предвиђен тако, да једно завојиште буде првенствено за хируршке случајеве и да због тога има хирурге, друго је намењено за случај појаве заразних болести, треће, за разне друге указане потребе“...
 А, тај санитет сачињавало је само стотинак активних санитетских официра, са јако малим бројем школованих у те сврхе. Остало су били резервни официри, истина највећим делом искусни ветерани из претходних Балканских и првога дела Првог светског рата.
И поред великог отпора савезника и кадровских проблема санитета пред пробој Солунског фронта Српска Врховна команда формира болницу у Драгоманцима (Прву пољску хируршку болницу) на челу са др Ђорђем Нешићем и др Михаилом Петровићем, и успешно одговара постављеним задацима, а за свој рад болница је била похваљена од команданта Друге армије војводе Степе Степановића.
Солунски фронт је „пробијен“ и санитет војске Србије улази у ратом опустошену Србију. О раду санитета по уласку српске војске у Србију најбоље говори учесник тих догађаја генерал др Влада Станојевић:
| „ | Трупе су и даље летеле напред... прејуривши за 46 дана око 600 km до обала Саве, Дунава и Дрине, наш санитет је наилазио на нове и све веће тешкоће... Наша земља под трогодишњом непријатељском окупацијом била је толико исцрпљена да је нисмо препознали... а војска не само што није за собом вукла пуне возове обиља, већ је од гладне земље тражила хлеб, лекове... требало је збринути војску и њене рањенике и болеснике...“ | ” |

Због немогућности да извуче из далеке позадине своје пољске хируршке болнице које су безнадежно биле заглављене у Битољу (три) и у Солуну (једна) евакуација и даље збрињавање рањеника је било нарушено;
...„санитет нити је пак имао коме остављати своје рањене и болесне, јер су вароши кроз које је војска пролазила биле најчешће без лекара и без болница, или је све то било у јадном стању, санитет је прибегавао импровизацијама које су се мењале од случаја до случаја, остављајући их понекад доброј вољи мештана који су се самоорганизовали да помогну, а понекад је уз њих остајало нешто од особља покретних санитетских јединица, пуковских и дивизијских“... 
Српска Врховна команда, на предлог команданта 1. армије, одобрила је тој армији да нападне немачку 11. армију код Ниша. Борбе су вођене од 10. до 12. октобра. Изведен је обухватни маневар преко Пасјаче и пробој преко Селичевице. Немачка 11. армија 13. октобра напустила је Ниш. Тог дана у зору Моравска дивизија је победоносно ушла у Ниш.
Са војском у град улази и војни санитет који је одмах почео да обнавља или отвара болнице. У каквом су стању затечене болничке установе у Нишу, у свом извештају описује Војвода Мишић,...
...„(војна) болница код Ћеле-куле затечена празна, опљачкана, загађена и нечиста“...
Као и војна и све остале нишке болнице су од стране окупатора, дивљачки опустошене. Изваљивани су – чак – оквири врата и прозора. Недостајало је стакло, да се прекрију столови у бактериолошкој лабораторији:
| „ | ..те у недостатку бржег решења, буду искоришћене (стаклене) рендген плоче из Петровићевих сандука (медицинске документације који је еминентни хирург скупљао у рату). Те тако, закључиће он (др Петровић) с горким осмехом, морамо, да бисмо поново такву документацију стекли, дочекати нови рат... | ” |

Одмах је започето са формирањем привремених болница у Нишу; 1. завојиште Моравске и 3. завојиште Дунавске дивизије, док су Французи за своје трупе организовали сопствену болницу са мајором др Керамбреном на челу. Осим тога, на захтев команданта Источне војске из Солуна, српски санитет је од 20. октобра отворио у Нишу и болницу за ратне заробљенике. Са сигурношћу се може рећи да је Моравска стална војна болница у Нишу на територији Краљевине Србије на дан 30. новембра 1918. поред Опште војне болнице у Београду, Сталне војне болнице за шумадијску дивизијску област у Крагујевцу и Болнице у Врању, имала један од 4 тада постојећа рендген апарата.
О стању непосредно након почетка рада новоформираних болница у Нишу, најбоље сведочи једна од депеша 1. завојишта Дунавске дивизије, која је упућена из Ниша Санитетском одељењу Врховне команде у Солуну: „…. број рањеника и болесника сваким даном рапидно расте…“
Тачно 45 дана од почетка пробоја Солунског фронта 1. новембра војвода Петар Бојовић на челу Дунавске дивизије ушао је у Београд. У исто време 2. армија стигла је у Ужице и са предњим одредима стигла до Дрине. До 4. новембра ослобођена је и западна Србија.
По завршетку рата у Нишу уз помоћ грађана и затечених лекара из 1915. у новој држави Краљевини Југославији поново почиње да постоји са новим задацима и обавезама Моравска стална војна болница, која касније мења назив у Армијска војна болница за подручје Моравске армијске области (Пете армије).

### Други светски рат(1941—1945)
Распадом Краљевине Југославије 1941. и окупацијом Србије дошло је до распада и промена у војном санитету тога доба. Војна болница наставља да прима рањенике и болеснике из јединица 5. армије Краљевине Југославије, све до њене капитулације.
У периоду 1941—1944. а у складу са разумевањем свог места у „новом поретку“, Недићева влада је захтевала од Војне болнице Ниш, као и од свих здравствених установа у окупираној Србији, да Немачкој пружи сваку помоћ. „Уредбом о одговорности општинских самоуправних органа“ којом се, свим лицима запосленим у локалним органима власти која одбију да приме дужност или поднесу оставку, претило се принудним радом, упућивањем у концентрациони логор и преким судом, па је већи део затеченог састава Војне болнице морао да прихвати и настави рад у болници. Желећи да буде сигурна у потпуну послушност медицинског и немедицинског особља у болници, Недићева власт је захтевала од запослених и да обавезно, потпишу „Изјаву о лојалности Недићу“, и обавежу се на непружање медицинске помоћи и борбу против комуниста и масона, што је био услов за добијање плате.
У болничкој згради Немци су лечили припаднике својих јединица, а у приземним павиљонима радила је народна болница која је поред лечења народа, лечила и припаднике Недићевих, Љотићевих јединица, жандармерију и четнике Косте Пећанца.
У Србији су окупационе власти почеле да формирају концентрационе логоре већ средином 1941. Један од логора био је и Логор Црвени крст у Нишу. Бригу о лечењу рањених и болесних логораша, и немачких стражара и њихове присталице, одмах по његовом оснивању преузела је Војна болница. За ту намену издвојен је посебан део болнице, све до ослобођења Ниша.
У току масовних савезничких бомбардовања Ниша и околине од октобра 1943. до септембра 1944, велики број повређених збринут је у Војној болници. Посебно ће остати у памћењу медицинског особља болнице, бомбардовање Ниша на Васкрс 1944. У првом савезничком бомбардовању погинуло је 700 грађана Ниша. Бомбардовање су извеле бомбардерске групе - 12. ваздушне команде Ратног ваздухопловства Сједињених Америчких Држава. Следеће бомбардовање Ниш је задесио 30. марта 1944. Извлачење мртвих и рањених трајало је 7 дана. Треће бомбардовање уследило је 5. априла 1944.
Ипак трећи септембар 1944, сматра се, био је један од најтрагичнијих дана за Србију: тада је више од 300 бомбардера из 15. Америчке ваздухопловне армије тукло градове на Балкану а једна шестина те флоте напала је Ниш. Била је то операција савезничких снага под чудним називом „Недеља пацова“. За само седам дана, према немачким извештајима, око 2.000 авиона бомбардовало је Србију. На Ниш је тада бачен експлозива из 1.200 савезничких авиона.
Дана 14. октобра 1944. Ниш је ослобођен од окупатора. Те године болница је интегрисана у санитетску службу НОВ и ПО Југославије и постала „Болница 13. корпуса“, за лечење рањенике из јужних делова Србије, а касније и рањеника са фронтова за коначно ослобођење Југославије (Војводина, Босна). Из овог рата болница је изашла кадровски јако ослабљена и без медицински обученог кадра, са само једним хирургом, др Слободаном Паламаревићем. Велики прилив рањеника захтевао је брзу реорганизацију болнице и хитну попуну стручним кадром јер већ на почетку њеног рада болница је имала 1.000 постеља. У том периоду Војну болницу је ојачала једна хируршка екипа Црвене армије, (6 људи са др П. И. Зањинином на челу), која је значајно помогла у раду и реорганизацији болнице.
У уводним борбама и у пробоју Сремског фронта од 3. до 13. априла 1945. губици Прве армије НОВЈ износили су: 1.713 погинулих, 5.948 рањених. Добар део рањеника из тих борби упућен је на даље лечење у Ниш. То је условило убрзани раст смештајних капацитети болнице. Број постеља који је након ослобођења Ниша, износио 1.000, значајно је увећан, 27. децембра 1944. на 1.260, почетком марта 1945. на 1.742 а у завршим операцијама за ослобођење Југославије болница је имала 1.933 постеља.
Болница је једним делом била смештена у и хируршком павиљону (са 150 постеља), Опште болнице у Нишу, другим делом у бившој Војној болници чији су павиљони били јако оштећени. Део болничког центра налазио се и у хотелима Оријент и Парк, згради бивше бановине и некадашњем штабу армије. Хируршким одељењем руководио је др Никола Ђукнић.
Назив „Болнички центар број 1-Ниш“ болница је добила 5. фебруара 1945, а поред редовне делатности морала је да пружа кадровску и другу помоћ војним болницама на ширем простору јужне Србије, организује бројне курсеве и обуку кадрова, води бригу о извештавању и медицинској документацији итд. У периоду од 21. октобра 1944. до 31. маја 1945. „Болнички центар број 1“ је збринуо до 31. маја 1945. 9.860 рањеника, а просечна смртност, у задња три месеца износила је до 2,7%.

### НАТО бомбардовање СРЈ(1999)
Већ у току 1998. део људства (хируршке и превентивно-медицинске екипе) и средстава Ратне војне болнице Ниш је упутила на територији Косова и Метохије, ради санитетског обезбеђења снага за одржавање реда и мира. До 20. децембра 1998. у рејону Ђаковице било је размештено осам мобилних хируршких екипа које су пружале здравствене услуге припадницима војске, полиције и цивилном становништву свих националности.
У време бомбардовања Савезне Републике Југославије (СРЈ) Ратна војна болница Ниш подноси главни терет здравственог збрињавања јединица 3. Армије и РВ и ПВО, које су се налазиле на тежишним правцима одбране Југославије.
На оглас мобилизације Ратна војна болница Ниш је већ 23. фебруара 1999, са целокупним ратним саставом, размештена на мирнодопској и локацији Војномедицинског центра у Нишу и у рејонима Ђаковице, Призрена и Косовске Митровице, са укупним капацитетом од 360 постеља у Нишу. Санитетска служба Команде 3. Армије и управа Војне болнице Ниш, обезбедила је и додатних 800 постеља у Клиничком центру Приштина, а у Клиничком центру Ниш готово сви расположиви капацитети за евентуални прихват повређених и оболелих, у случају њиховог масовнијег прилива, стављени су на располагање Војној болници.
На тежишним правцима (Ђаковица, Призрен и Косовска Митровица) хируршко одељење истурило је три мобилне хируршке екипе које су збрињавале рањенике у непосредној близини фронта (6-8 km од предње линије непријатеља). Активности екипа одвијале су се под сталним ударима авио- бомби и терористичких група најчешће у импровизованим операционим салама, уз отежану евакуацију повређених и оболелих и санитетско снабдевање. У току ратног стања истурене хируршке екипе збринуле су 1.066 повређених, извеле 445 операција у општој анестезији, и након примарног збрињавања у Ратну војну болницу Ниш евакуисали 90% повређених у изузетно тешким условима. У раном постоперативном периоду у истуреним болницама егзистирало је 11 рањеника (око 1%) док је мртводонетих било 128.
Поред рањеника, масовно је збрињаван велики број психотрауматизованих (5.319) при чему је конзилијарно сагледано 2.304 болесника са само два психолога.
Општи хирурзи Војне болнице у наведеним условима збринули су хируршки 1.587 рањеника, при чему је дефинитивно хируршки збринуто 88% рањеника. Део рањеника (187) са васкуларним и неурохируршким повредама евакуисано је у ВМА Београд и Клинички центар Ниш. Поред припадника Војске Југославије, болница је збринула и већи број припадника албанских терориста као и рањене припаднике албанске народности.

## Војна болница у 21. веку
По ослобођењу Ниша 14. октобра 1944. и поновног формирања болнице, њен рад све до 1950. карактерисала је тешка материјална ситуација, недостатак санитетског материјала и лекова, постеља и постељног веша и медицинске опрема, али и медицинског кадра.
Тешки послератни дана пролазе, болница окончава лечење рањеника, а услови рада су се стално побољшавали. „Никли“ су нови објекти, са школовања су дошли нови кадрови, а болница је опремљена новом опремом, и квалитет услуга је постао све бољи.

#### Грађевинска инфраструктура
Болница захвата површину од 66.372 m², на којој је размештено 23 (8 великих и 15 малих) објеката-павиљона површине 29.300 m² од којих су неки изграђени од 1890. а до 1996. Објекти новијег датума су Одељење за интерне болести изграђено 1938, Одељење за хируршке болести (1960), одсек за физикалну медицину (1977) и скенер дијагностика (1996).
Завод за превентивномедицинску заштиту и Одељење примарне медицинске заштите смештени су у посебном објекту (некадашњем Војномедицинском центру), ван локације Војне болнице.

#### Особље
Данас је Војна болница савремена здравствена установа са развијеном специјалистичком и субспецијалистичком службом из свих грана медицине у складу са потребама Војске Србије. У болници ради 463 професионалних, војних и цивилних лица. Медицинско особља је најбројније и састоји се од 312 (67,38%) лекара, стоматолога, фармацеута и медицинских техничара (официра, подофицира и цивилних лица). Немедицинско особље болнице састоји се од 151 (32,61%) официра, подофицира, војника по уговору и цивилних лица. У болници раде искључиво лекари специјалисти, међу којима има и субспецијалиста (10) доктора наука (2), стручних сарадника-асистената на Медицинском факултету (3), магистара (8) и примаријуса (5).

#### Организациона структура
Управа
Седам стационарних одељења болнице са 300 постеља:
- Одељење за хируршке болести (100 постеља), у оквиру којег су одсеци за анестезиологију, интензивно лечење, општу хирургију, ортопедију, урологију и гинекологију,
- Одељење за унутрашње болести (90 постеља),
- Одељење за неуропсихијатријске болести (40 постеља),
- Одељење за очне болести (20 постеља),
- Одељење за ушне болести (20 постеља),
- Одељење за инфективне болести (15 постеља),
- Одељење за кожне и полне болести (15 постеља).

Здравствене услуге се пружају и у 6 самосталних одељења - одсека:
- Одељење за радиологију,
- Одељење за стоматологију,
- Одсек за пријем болесника,
- Одсек за физикалну медицину и рехабилитацију,
- Одсек за патолошку анатомију,
- Одељење примарне здравствене заштите

У саставу болнице раде и:
- Одељење за клиничку биохемију,
- Станица за трансфузију крви,
- Одсек за санитетско снабдевање,
- Одсек за медицинско-психолошку селекцију
- Одељење за логистику

До 2001. Војна болница је у саставу Команде 3. Армије, када је претпотчињена Санитетској управи ГШ ВЈ, а затим Министарству одбране, а те године у њен састав ушао је и 19. Завод за превентивно медицинску заштиту, до тада такође установа 3. Армије, а нешто касније и Одељење примарне здравствене заштите.
Болница је у свом раду већим делом аутономна јер поседује све структуре логистичке подршке који јој омогућавају нормалан и несметан рад, а трећина запослених болнице, су припадници овог сектора.
Поред обављања задатака из домена лечења Војна болница је и наставна база како војног санитета тако и Средње медицинске школе у Нишу и Медицинског факултета у Нишу.
Војна болница је установа отвореног типа како за школовање свих профила медицинског кадра из цивилних структура (волонтери, лекари приправници, специјализанти, санитетски кадар за ратне дужности итд), тако и прихват и лечење цивилних осигураника чији број непрестано расте. Учешће цивилних осигураника у искоришћености постељног фонда кретало се у проценту од 15-20% са тенденцијом раста.
Уназад неколико година болница је остварила 65.000 до 70.000 болесничких дана, обавила преко 1.000.000 разних услуга и прегледа, код 180.000 до 200.000 осигураника, извршила 1.200 хемодијализа, обавила 30.000-38.000 систематских специјалистичких прегледа и прикупила преко 2000 литара крви

## Међународне мисије
Лекари Војне болнице Ниш, од свог оснивања до данас, свој рад обележили су и учешћем у бројним међународним Војносанитетски мисијама. Тако је др Драгослав Спасић, један од начелник Одељења за хируршке болести, 1973. учествовао у саставу контингента ЈНА у Мировној мисији УН за време израелско-арапског рата, а ортопед проф др Милош Максимовић и анестезиолог др Славољуб Пантић седамдесетих година 20. века у Мировној мисији УН за време грађанског рата у Анголи.
Након дужег прекида у међународној сарадњи војске, изазваног распадом бивше Југославије, и реорганизацијом војске, почетком 2003. Војна болница међу првим установама у тадашњој војсци Србије и Црне Горе, на позив УН за упућивање Санитетског тима у мировну мисију УН у Републику Конго, на предлог Министарства одбране, шаље санитетски тим састављен искључиво од њених припадника (лекара и медицинских техничара: официра, подофицира и цивилних лица). Од 2003. до 2010, у 15 тимова колико је до тада упућено у ДР Конго, Војна болница Ниш је у сваком тиму имала и своје представнике.
Војске Србије у мировну операцији УН - MINURCAT у Чаду, на основу одлуке коју је Влада Републике Србије усвојила је на заседању 7. маја 2009, шаље (у саставу норвешког контингента) шесточлани тим санитетске службе ВС. И у овом тиму налазе се представници Војне болнице Ниш, који након завршетка обуке у Норвешкој у трајању од шест недеља, 23. јуна 2009. одлазе у Чад.,
Упућивањем др Славише Ћирића, начелника Одељења за инфективне болести Војне болнице у Нишу, на дужност шефа Санитетске службе у мисији „EUTM Somalia“, Војна болница у Нишу је 25. априла 2012. отпочела са првим учешћем својих припадника и представника Србије у мултинационалној операцији Европске уније, „EUTM Somalia“ у Уганди. Ћирић ће на овој дужности у Уганди провести шест месеци .

## Признања
За свој рад болница је више пута одликована, похваљивана и награђивана. Међу многобројним признањима истиче се и 11. јануарска награда града Ниша поводом 120. годишњице њеног постојања и рада.

## Галерија
- Зграда у којој је 1900. основан Пастеров завод у Нишу
- Управна зграда ВБ Ниш
- Споменик у кругу болнице из Великог рата.[л]
- Медицинско особље хируршког одељења из 1912.
- Поред многих званица прославу 131. годишњице ВБ Ниш својим присуством увеличао је и Патријарх српски Иринеј
- Операциона сала Ушног одељења
- Део признања додељен ВБ Ниш
- Последњи објекат изграђен у болници за потребе скенер дијагностике
- Операциона сала Очног одељења
- 30. јуна 2011-Централна прослава обележавања Дана санитетске службе ВС у ВБ Ниш